# Nicole Garcia
Nicole Garcia  (n. 22 aprilie 1946, Oran, Franța) este o actriță, regizoare, și scenaristă franceză.

## Biografie
Garcia s-a născut la Oran. Părinții ei erau așa-numiți Pieds-noirs (francezi din Algeria). Abia în 1962, Oran, care aparținuse anterior Franței, a devenit parte a statului independent Algeria în acel an, când familia s-a mutat în Franța, unde Nicole a terminat școala și a început să studieze dreptul. A urmat și cursuri de teatru și în cele din urmă a studiat la Conservatoire national supérieur d'art dramatique.
Garcia și-a făcut debutul în film în 1967 în filmul de televiziune Hôtel Racine de Pierre Badel și în filmul Des garçons et des filles de Étienne Périer și a avut roluri mici în film în anii următori, inclusiv în comedia cu Louis de Funès Jandarmul se însoară, în filmul istoric a lui Bertrand Tavernier Que la fête commence (1975) și thriller-ul polițist cu Jean-Paul Belmondo, Trupul dușmanului meu (1976). A jucat primul ei rol major în 1979, în filmul lui Philippe de Broca, Fustangiul, în care a jucat-o pe Marie-France, soția lui Edouard (Jean Rochefort), cel mereu înșelat.
Pentru interpretarea sa de actorie, Garcia a primit în 1980 premiul César pentru cea mai bună actriță în rol secundar. Până în 1986, au urmat încă trei nominalizări la César, de data aceasta pentru cea mai bună actriță: pentru Unchiul meu din America (1981), Les mots pour le dire (1984) și Péril en la demeure (1986). Unul dintre cele mai importante roluri ale ei din anii 1980 a fost văduva căpitanului din Onoarea unui căpitan (1982) de Pierre Schoendoerffer.
În 1986, Garcia a trecut la regie și a realizat inițial un scurtmetraj intitulat 15 août, pentru care a primit o nominalizare la Palme d'Or, pentru Cel mai bun scurtmetraj la Cannes în 1986. De atunci a filmat cu Nathalie Baye în Un week-end sur deux (1990), Gérard Lanvin și Bernard Giraudeau în Le Fils préféré (1994), Catherine Deneuve în Place Vendôme (1998), cu Daniel Auteuil în Adversarul (2002) și cu Benoît Magimel în, printre altele, Selon Charlie (2006).
În 2014, Garcia a fost președinta juriului internațional al Camérei d'Or la Festivalul Internațional de Film de la Cannes. În 2016, a primit a treia invitație pentru a concura ca regizor la cel de-al 66-lea Festival Internațional de Film de la Cannes pentru Mal de pierres. Aceasta este adaptarea cinematografică a romanului Mal di pietre al scriitoarei Milena Agu.
În 2018, a fost numită în juriul competiției la cea de-a 75-a ediție a Festivalului Internațional de Film de la Veneția. Doi ani mai târziu, a primit a doua invitație pentru a concura pentru Leul de Aur la cea de-a 77-a ediție a festivalului, cu thrillerul ei Amants.
Garcia este mama a doi fii: scenaristul Frédéric Bélier-Garcia, născut în 1965. Actorul și cântărețul Pierre Rochefort (n. 1981) provine din relația sa cu Jean Rochefort.

## Filmografie selectivă

### Actriță

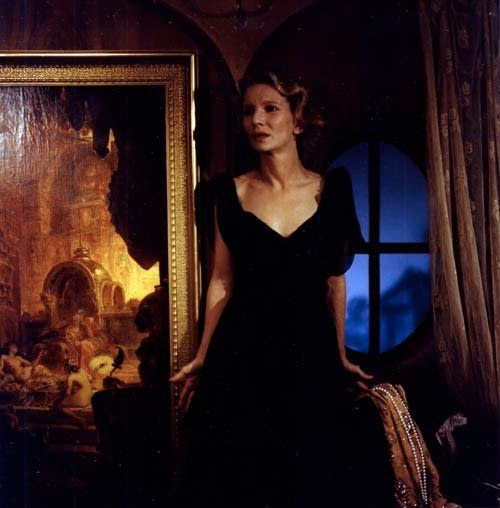
Nicole Garcia în Partenaires (1984)

- 1967 Des garçons et des filles, regia Étienne Périer : Coco
- 1968 Jandarmul se însoară (Le Gendarme se marie), regia Jean Girault : tânăra amendată
- 1971 Faire l'amour... De la pilule à l'ordinateur, regia Jean-Gabriel Albicocco
- 1975 Que la fête commence, regia Bertrand Tavernier : La Fillon
- 1976 Calmos, regia Bertrand Blier : un angajat la laborator
- 1976 Duelle, regia Jacques Rivette : Jeanne/Elsa
- 1976 Trupul dușmanului meu (Le Corps de mon ennemi), regia Henri Verneuil : Hélène Mauve
- 1976 La Question, regia Laurent Heynemann : Agnès Charlegue
- 1977 Les Indiens sont encore loin, regia Patricia Moraz : Anna
- 1978 Un fluture pe umăr (Un papillon sur l'épaule), regia Jacques Deray : Sonia Fériaud
- 1979 Fustangiul (Le Cavaleur), regia Philippe de Broca : Marie-France
- 1979 Ogro, regia Gillo Pontecorvo : Karmele
- 1979 Le Mors aux dents (Le Mors aux dents), regia Laurent Heynemann : Madame Le Guenn

- 1980 Unchiul meu din America (Mon oncle d'Amérique), regia Alain Resnais : Janine Garnier
- 1981 Uni și ceilalți (Les uns et les autres), regia Claude Lelouch : Anne Meyer
- 1981 Beau-père (Beau-père), regia Bertrand Blier : Martine
- 1982 Onoarea unui căpitan (L'Honneur d'un capitaine), regia Pierre Schoendoerffer : Patricia Caron
- 1983 Via degli specchi, regia Giovanna Gagliardo : Francesca
- 1983 Stella, regia Laurent Heynemann : Stella
- 1983 Les Mots pour le dire, regia José Pinheiro : Marie
- 1983 Chelner! (Garçon!), regia Claude Sautet : Claire
- 1984 Partenaires, regia Claude d'Anna : Marion Wormser
- 1985 Péril en la demeure, regia Michel Deville : Julia Tombsthay
- 1986 Un bărbat și o femeie: după douăzeci de ani (Un homme et une femme : vingt ans déjà), regia Claude Lelouch : propriul rol
- 1986 L'État de grâce, regia Jacques Rouffio : Florence Vannier-Buchet
- 1987 La Lumière du lac, regia Francesca Comencini : Carlotta

- 1995 Fugueuses, regia Nadine Trintignant : Jeanne
- 1999 Kennedy et moi, regia Sam Karmann : Anna Polaris

- 2002 Tristan, regia Philippe Harel : Madame Driant
- 2002 La Petite Lili, regia Claude Miller : Mado Marceaux
- 2003 Histoire de Marie et Julien, regia Jacques Rivette : l'amie
- 2004 Ne fais pas ça, regia Luc Bondy : Édith
- 2004 Le Dernier Jour, regia Rodolphe Marconi : Marie
- 2007 Ma Place au soleil, regia Éric de Montalier : Odile
- 2008 Les Bureaux de Dieu, regia Claire Simon : Denise
- 2009 Plein sud, regia Sébastien Lifshitz : mama

- 2011 Pourquoi tu pleures ?, regia Katia Lewkowicz : Claude
- 2012 38 Témoins, regia Lucas Belvaux : Sylvie Loriot
- 2013 Tu honoreras ta mère et ta mère, regia Brigitte Rouan : Jo
- 2013 Gare du Nord, regia Claire Simon : Mathilde
- 2015 Belles Familles, regia Jean-Paul Rappeneau : Suzanne Varenne
- 2016 Papa ou Maman 2, regia Martin Bourboulon : mama lui Florence
- 2017 De plus belle, regia Anne-Gaëlle Daval : Dalila
- 2018 La Fête des mères de Marie-Castille Mention-Schaar: Ariane
- 2019 Celle que vous croyez, regia Safy Nebbou : Dr Catherine Bormans
- 2020 L'Origine du monde, regia Laurent Lafitte : Margaux
- 2022 Un beau matin, regia Mia Hansen-Løve : Françoise
- 2024 Marcello mio, regia Christophe Honoré : Nicole

### Regizoare
- 1986 15 août (court métrage)
- 1990 Un week-end sur deux
- 1994 Le Fils préféré
- 1998 Place Vendôme
- 2002 Adversarul (L'Adversaire)
- 2006 Selon Charlie
- 2010 Un balcon sur la mer
- 2014 Un beau dimanche
- 2016 Mal de pierres
- 2020 Amants